# Джелили, Мунир
Мунир Джелили (араб. منير جلیلی‎; 11 июня 1949 — 24 января 2023, Тунис) — тунисский гандболист, полевой игрок. Участник летних Олимпийских игр 1972 и 1976 годов, чемпион Африки 1974 года.

## Биография
Мунир Джелили родился 11 июня 1949 года. 
Начал заниматься гандболом в «Зитуна Спортс», в котором и начал карьеру, но вскоре перешёл в «Эсперанс де Спортиф». В его составе девять раз становился чемпионом Туниса (1967, 1969, 1971—1977), семь раз выигрывал Кубок страны (1970—1976). В 1977 году завоевал Кубок чемпионов арабских стран. Был капитаном команды.
В 1967 году дебютировал в сборной Туниса, выступив на чемпионате мира в Швеции и Средиземноморских играх в Тунисе.
В 1972 году вошёл в состав сборной Туниса по гандболу на летних Олимпийских играх в Мюнхене, занявшей 16-е место. Играл в поле, провёл 1 матч, забросил 1 мяч в ворота сборной Чехословакии.
В 1974 году завоевал золотую медаль чемпионата Африки в Тунисе.
В 1976 году вошёл в состав сборной Туниса по гандболу на летних Олимпийских играх в Монреале, занявшей 12-е место. Играл в поле.
На протяжении нескольких лет был капитаном сборной страны.
В 1977 году завершил игровую карьеру из-за проблем с сердцем. В дальнейшем входил в тренерский штаб «Эсперанс де Спортиф».
Был пожизненным членом правления клуба «Эсперанс де Спортиф».
Умер 24 января 2023 года в городе Тунис.

## Семья
Младший брат Мохамед Насёр Джелили (род. 1950) также выступал за сборную Туниса по гандболу, участвовал в летних Олимпийских играх 1972 и 1976 годов.